# Tyler Rawson
Tyler Ray Rawson (nacido el 4 de enero de 1996 en American Fork, Utah) es un jugador de baloncesto profesional de nacionalidad estadounidense que actualmente está sin equipo. Con 208 centímetros de altura, su posición en la cancha es la de ala-pívot. 

## Trayectoria deportiva
Rawson es un jugador formado en los Southern Utah Thunderbirds, donde jugó en 2014/15; el Salt Lake Community College (2015/16); y la Universidad de Utah donde jugó con los Utah Utes de 2016 a 2018, donde completó su ciclo universitario. Durante la temporada de su graduación, 2017/18, logró unos promedios de 10.9 puntos, 6.8 rebotes y 3.7 asistencias en 31 minutos por partido.
En verano de 2018 disputó la liga de verano de la NBA con los Orlando Magic, participando en cuatro encuentros en los que promedió 4 puntos y 1.2 rebotes en 14 minutos.
En agosto de 2018 decide dar el salto a Europa y firma por una temporada con el FC Barcelona B, filial del FC Barcelona, para competir en la liga LEB Oro. Completó la temporada 2018/19 con unos promedios de 9.4 puntos y 3.8 rebotes.
En la temporada 2019-20, firma por el Limburg United de la Euromillions Basketball League belga, donde promedió 8 puntos, 1,7 rebotes y 1 asistencia por partido con una valoración media de 9,7 créditos por partido. En Bélgica, Rawson consiguió un 37,5% de acierto en triples en poco más de catorce minutos de media por encuentro.
En agosto de 2020, regresa a España para jugar en las filas del UBU Tizona, recién ascendido a la Liga LEB Oro.
El 22 de febrero de 2021, se desvincula del UBU Tizona de la Liga LEB Oro, promediando 24 minutos, 7 puntos, 4 rebotes y 5 créditos de valoración.